# San Vicente (Maturín)
Pour les articles homonymes, voir San Vicente.
San Vicente est l'une des onze divisions territoriales et statistiques dont l'une des dix paroisses civiles de la municipalité de Maturín dans l'État de Monagas au Venezuela. Sa capitale est San Vicente.